# Craig Galliano
Craig Galliano (* 23. April 2002 in Gibraltar) ist ein gibraltarischer Dart- und Fußballspieler.

## Karriere

### Darts
Craig Galliano bekam schon im Alter von zwei Jahren seine erste Dartscheibe geschenkt und begann später an seiner Haustüre zu üben. Vier Jahre später trat Galliano einer Jugendmannschaft bei und spielte vier Jahre lang, bis er eine Pause einlegte. Jedoch nahm er den Dartsport wieder auf und gewann mit 16 Jahren sein erstes großes Ranglistenturnier in Gibraltar. Er wurde bereits zwei Mal gibraltarischer Meister im Junioren Bereich und konnte einmal bei den Gibraltar Open das Turnier der Junioren gewinnen. Beim World Cup of Darts 2020 trat er im Alter von 18 Jahren zusammen mit dem gleichaltrigen Justin Hewitt für Gibraltar an. Für beide Spieler, die sich über ein Qualifikationsturnier diesen Startplatz erspielt hatten, war es ihr Debüt bei diesem Turnier. Zuvor wurde Gibraltar unter anderem von Dyson Parody zehn Jahre in Folge repräsentiert.
2021 und 2022 qualifizierte er sich für die Gibraltar Darts Trophy, die Teil der European Tour der PDC war. Nachdem er 2021 in der 1. Runde an Mervyn King scheiterte, konnte er 2022 mit einem Sieg über den Belgier Mario Vandenbogaerde die zweite Runde erreichen. Dort unterlag er dem ehemaligen Weltmeister Peter Wright mit 2:6.
Im Januar 2023 nahm Galliano an der PDC Qualifying School teil. Er schied jedoch mit nur einem Punkt in der First Stage aus.
Ende September nahm Galliano beim WDF World Cup 2023 für Gibraltar teil. Im Einzel spielte er sich dabei bis ins Achtelfinale, wo er gegen Brandon Wheening aus Australien verlor. Auch im Doppel schaffte er es – gemeinsam mit Justin Hewitt – ins Achtelfinale. Hier war gegen Ricky Dunlop und John Neill aus Nordirland Schluss. Schließlich erreichte er auch mit dem gibraltarischen Team die letzten 16, wo man mit 7:9 gegen Dänemark verlor.
Auch beim WDF Europe Cup 2024 war Galliano wieder dabei, blieb jedoch sowohl im Einzel als auch im Doppel ohne Sieg. Als Team konnte Gibraltar zwar zwei Spiele gewinnen, blieb aber trotzdem als Drittplatzierter in der Gruppenphase hängen.

### Fußball
Neben dem Dartsport ist Galliano Fußballspieler beim Glacis United FC und Nationalspieler der Gibraltarischen U21-Fußballnationalmannschaft.

## Weltmeisterschaftsresultate

### JDC
- 2018: 1. Runde (0:4-Niederlage gegen  Jurjen van der Velde)
- 2019: Gruppenphase (2:1-Sieg gegen  Joseph Borge, 0:2-Niederlage gegen  Keelan Kay und 0:2-Niederlage gegen  Jiacheng Song)

### PDC-Junioren
- 2022: Gruppenphase (2:5-Niederlage gegen  Man Lok Leung und 5:4-Sieg gegen  Joshua Richardson)
- 2023: Gruppenphase (4:5-Niederlage gegen  Owen Maiden und 5:4-Sieg gegen  Lewis Gurney)
- 2024: Gruppenphase (3:5-Niederlage gegen  Xanti Van den Bergh, 5:2-Sieg gegen  Christopher Toonders und 5:0-Sieg gegen  Charlie Stocks)